# Geranomyia bahiensis
Geranomyia bahiensis är en tvåvingeart som först beskrevs av Alexander 1930.  Geranomyia bahiensis ingår i släktet Geranomyia och familjen småharkrankar. Inga underarter finns listade i Catalogue of Life.